# Siham Saoud
Siham Saoud (ur. 18 lipca 1993) – algierska siatkarka, reprezentantka kraju grająca jako atakująca. Obecnie występuje w drużynie ASW Béjaïa.